# Garganta de los Montes
Garganta de los Montes är en kommun i Spanien. Den ligger i den autonoma regionen Madrid, i den centrala delen av landet, 60 km norr om huvudstaden Madrid. Antalet invånare är 416 (2024).